# Paul Barnett
Paul William Barnett (23 settembre 1935) è un presbitero e biblista australiano.
E stato vescovo anglicano di North Sydney.

## Biografia
Dopo avere conseguito la Licenza in Teologia all’Australian College of Theology e il Bachelor of Divinity all'Università di Londra, Barnett fu nominato lettore al Moon Theological College a Sydney, dove il preside si accorse del suo interesse per la storia antica e lo incoraggiò a approfondire gli studi. Nel 1965 fu ordinato prete anglicano e assegnato prima a Sydney a St. Barnabas, una chiesa nel quartiere Broadway, e poi ad Adelaide a Holy Trinity, una chiesa nel quartiere di North Terrace. Nel 1974 Barnett conseguì il master of arts in storia all'Università di Sydney e nel 1978 il Ph.D. in filosofia all'Università di Londra. Nel 1980 fu nominato direttore del Robert Menzies College all'Università di Macquarie. Poco tempo dopo il suo arrivo, l'ateneo avvio il progetto relativo alla serie di volumi New Documents Illustrating Early Christianity, di cui Barnett fu nominato coordinatore. Nel 1983 fondò all'Università di Macquarie la School of Christian Studies. Nel 1990 fu nominato vescovo di North Sydney, incarico che ha ricoperto fino al 2001.
Dopo il suo ritiro, Barnett è stato nominato Honorary Visiting Fellow all'Università di Macquarie, Emeritus Faculty Member al Moore Theological College e Teaching Fellow al Regent College di Vancouver. Durante la sua carriera accademica, Barnett si è dedicato a studi sul Gesù storico e il cristianesimo delle origini, argomenti su cui ha scritto una quindicina di libri e numerosi articoli.
Barnett è sposato e dalla moglie Anita ha avuto quattro figli.

## Opere principali
- Is the New Testament History?, Hodder & Stoughton, 1986. (Revised Edition: Aquila, 2004)
- Bethlehem to Patmos, Hodder & Stoughton, 1989. (Revised Edition: Paternoster, 2013).
- Apocalypse Now and Then: Reading Revelation Today (Reading the Bible Today Commentaries), 1989. (Reprinted, Aquila Press, 2001).
- The Servant King: Reading Mark Today, 1991.
- The Truth about Jesus, First Edition 1994. (Second Edition: Aquila, 2004).
- The Second Letter of Paul to the Corinthians NIC, 1997.
- Jesus and the Logic of History, Leicester: IVP (UK), 1997.
- Jesus and the Rise of Early Christianity, IVP Academic, 1999.
- The Shepherd King: reading John today, Aquila Press, 2005.
- Living Hope: Reading 1 Peter today, Aquila Press, 2006.
- The Birth of Christianity, Eerdmans, 2006.
- Paul, Missionary of Jesus, Eerdmans, 2006.
- Finding the Historical Christ, Eerdmans, 2009.
- Messiah. Intervarsity Press, 2009.
- The Corinthian Question, Apollos, 2011.
- 1 Corinthians: Holiness and Hope of a Rescued People (Focus on the Bible), Christian Focus, 2011.